# Schwalm
Schwalm je německá řeka, která protéká po celé své délce spolkovou zemí Hesensko. Je to největší přítok řeky Eder. Délka toku činí 96,7 km. Plocha povodí měří okolo 1300 km².

## Průběh toku

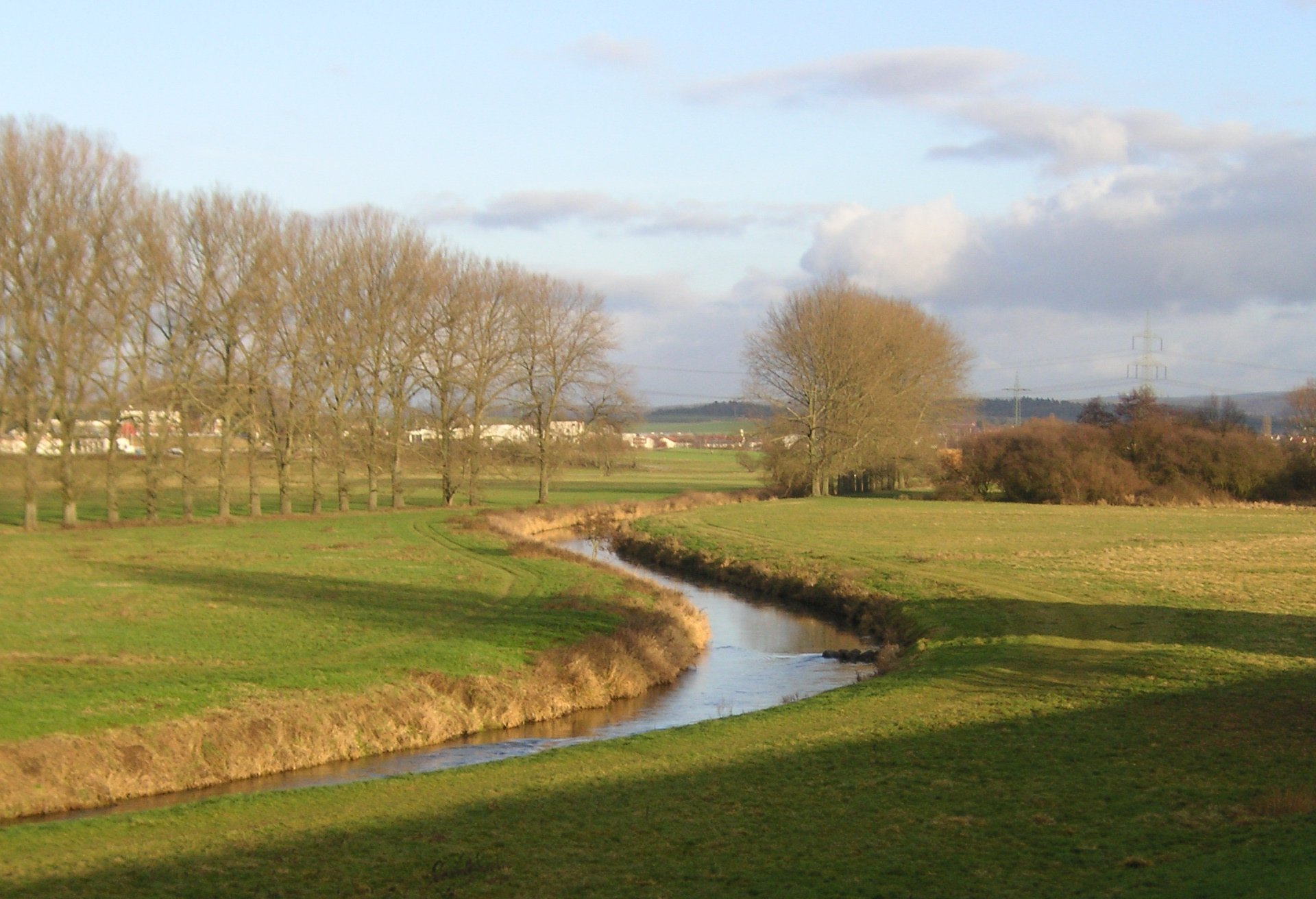
Schwalm u Schwalmstadtu

Řeka pramení ve střední části spolkové země Hesensko v pohoří Vogelsberg v nadmořské výšce cca 500 m. Její tok směřuje nejprve severním směrem, protéká městy Alsfeld a Schwalmstadt. Nedaleko obce Bad Zwetsen se řeka otáčí na východ, protéká okolo města Borken. Dále směřuje na severovýchod k městu Felsberg, u kterého se vlévá zprava do řeky Eder v nadmořské výšce 158 m.

### Větší přítoky
- levé – Antreff, Gilsa, Urff
- pravé – Efze

## Vodní režim
Průměrný průtok v Uttershausenu na říčním kilometru 9,4 činí 6,95 m³/s.